# Typhloiulus georgievi
Typhloiulus georgievi är en mångfotingart som beskrevs av Pius Strasser 1962. Typhloiulus georgievi ingår i släktet Typhloiulus och familjen kejsardubbelfotingar. Inga underarter finns listade i Catalogue of Life.